# Міст Аджі-паші
Старий міст на Рибниці або міст Аджі-паші (чорн. Stari most na Ribnici) — найстаріший міст у Подгориці, столиці Чорногорії. Він перетинає річку Рибниця неподалік від її злиття з Морачею. Міст було побудовано за часів Римського панування та він зазнав значної реконструкції у XVIII столітті. Реконструкція була профінансована Аджі-пашею Османаґічем (Adži-paša Osmanagić) і відтоді міст також відомий як міст Аджі-паші (чорн. Adži-pašin most / Аџи-пашин мост).